# Bombardement de Juvisy

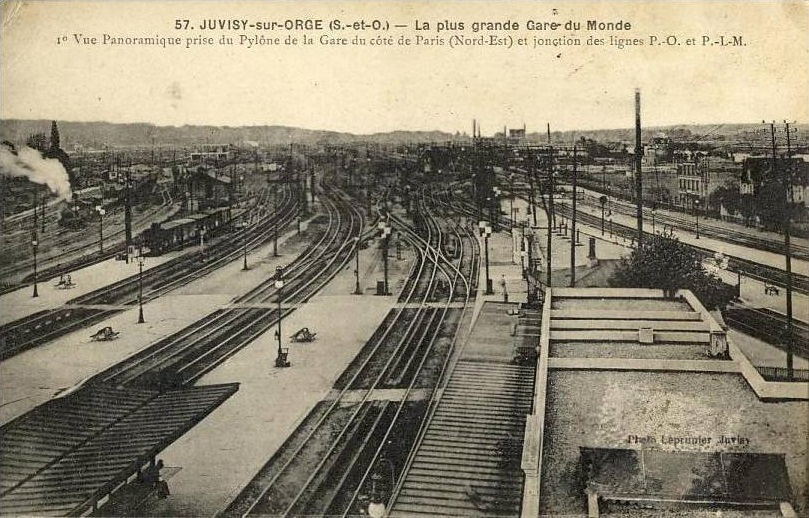
La gare de Juvisy-sur-Orge (Essonne) au début du XXe siècle, alors « la plus grande gare du monde ».

Le bombardement de Juvisy est un important bombardement aérien mené en fin de soirée du 18 avril 1944 par les Britanniques de la Royal Air Force pendant la Seconde Guerre mondiale sur les villes de Juvisy-sur-Orge et Athis-Mons (actuellement situées dans le département de l'Essonne) au sud de Paris.

## Le bombardement du 18 avril 1944
La gare de Juvisy, mise en service le 4 mai 1843 par la Compagnie du chemin de fer de Paris à Orléans, est une des gares majeures de la région parisienne. Elle est un important carrefour ferroviaire sur la ligne de Paris-Austerlitz à Orléans, Limoges, Toulouse et Bordeaux, et sur la ligne de Paris-Gare-de-Lyon à Corbeil. Elle dispose d'un triage très important, créé en 1884 et situé en grande partie sur la commune d'Athis-Mons. Sur les cartes postales du début du XXe siècle, la gare de Juvisy est fréquemment qualifiée et considérée comme « la plus grande gare du monde ».
Après le bombardement de la gare de Trappes (1 260 tonnes de bombes) le 6 mars 1944 et avant ceux de la gare de Villeneuve-Saint-Georges le 27 avril 1944 et d'Étampes le 10 juin 1944, la gare de Juvisy est visée le 18 avril 1944, en même temps que la gare de Noisy-le-Sec à l'est de Paris et celle de Sotteville-lès-Rouen.
Le bombardement, mené par l'aviation britannique de la RAF, débute à 23h05 et dure pendant 1h30, alors que les sirènes retentissent à 23 heures. Deux cents bombardiers Lancaster accompagnés de sept Mosquitos effectuent jusqu'à minuit trente le bombardement à 2,000 mètres d’altitude sur la gare de triage de Juvisy après avoir envoyé des fusées éclairantes.
D’après un rapport britannique, près de 1 129 tonnes de bombes sont utilisées soit environ 2 000 à 3 000 bombes de plusieurs calibres, plus d’autres bombes pour le marquage. Près de 400 bombes (1 600 selon certaines sources) à retardement explosent jusque dans l’après midi du 19 avril 1944, retardant considérablement les secours, causant encore des pertes parmi les habitants mais également parmi les sauveteurs (Sapeurs-Pompiers locaux, Croix Rouge, équipes nationales, défense passive, volontaires…) ; d’autres bombes à retardement explosent encore quelques jours durant.

## Bilan humain et matériel

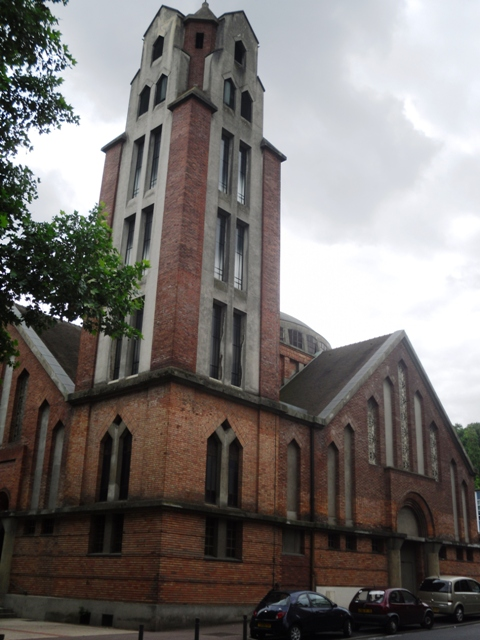
L’église Notre-Dame-de-France, en partie touchée par les bombardements.

Ce bombardement a officiellement tué 392 personnes : 125 morts à Juvisy-sur-Orge et 267 morts à Athis-Mons, et a fait de très nombreux blessés. Beaucoup de personnes sont portées disparues car elles se sont réfugiées sur les bords de l’Orge et elles ont été ensevelies complètement par la vase comme par des sables mouvants. Les communes de Draveil, Vigneux-sur-Seine et Savigny-sur-Orge sont également partiellement touchées.

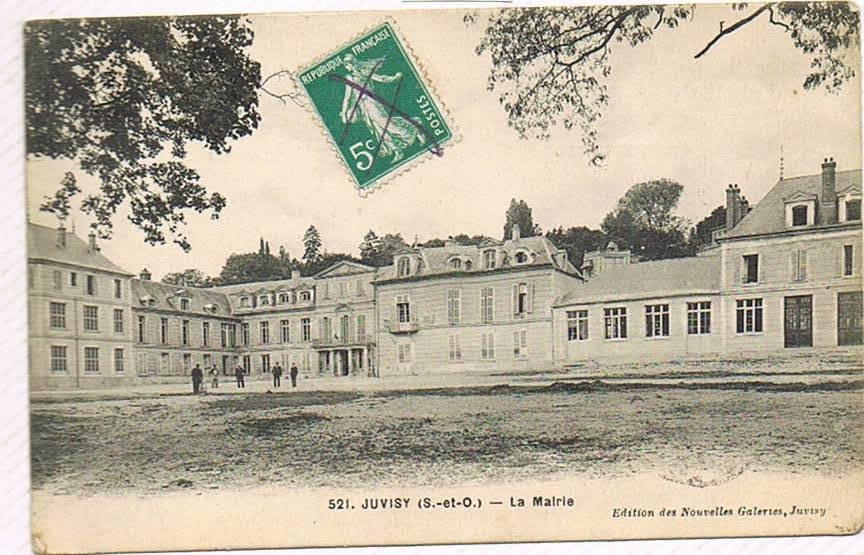
Le château de Juvisy, dans lequel se situait la mairie, a été entièrement détruit par les bombardements qui ont frappé le centre-ville.

À Juvisy, le bombardement détruit plus de 600 habitations dont le centre-ville qui est entièrement ravagé, ainsi que le château où se trouvait alors la mairie, le marché et le collège Saint-Charles. Une bombe tombe également au pied du clocher de l'église Notre-Dame-de-France. À Athis-Mons, le quartier d'Athis-Val, qui était avant-guerre le quartier le plus peuplé et le plus actif de la commune, est rasé à plus de 80 % avec plus de 4 000 sinistrés et 800 habitations ravagées. L'église Notre-Dame-de-Lourdes est en partie détruite.

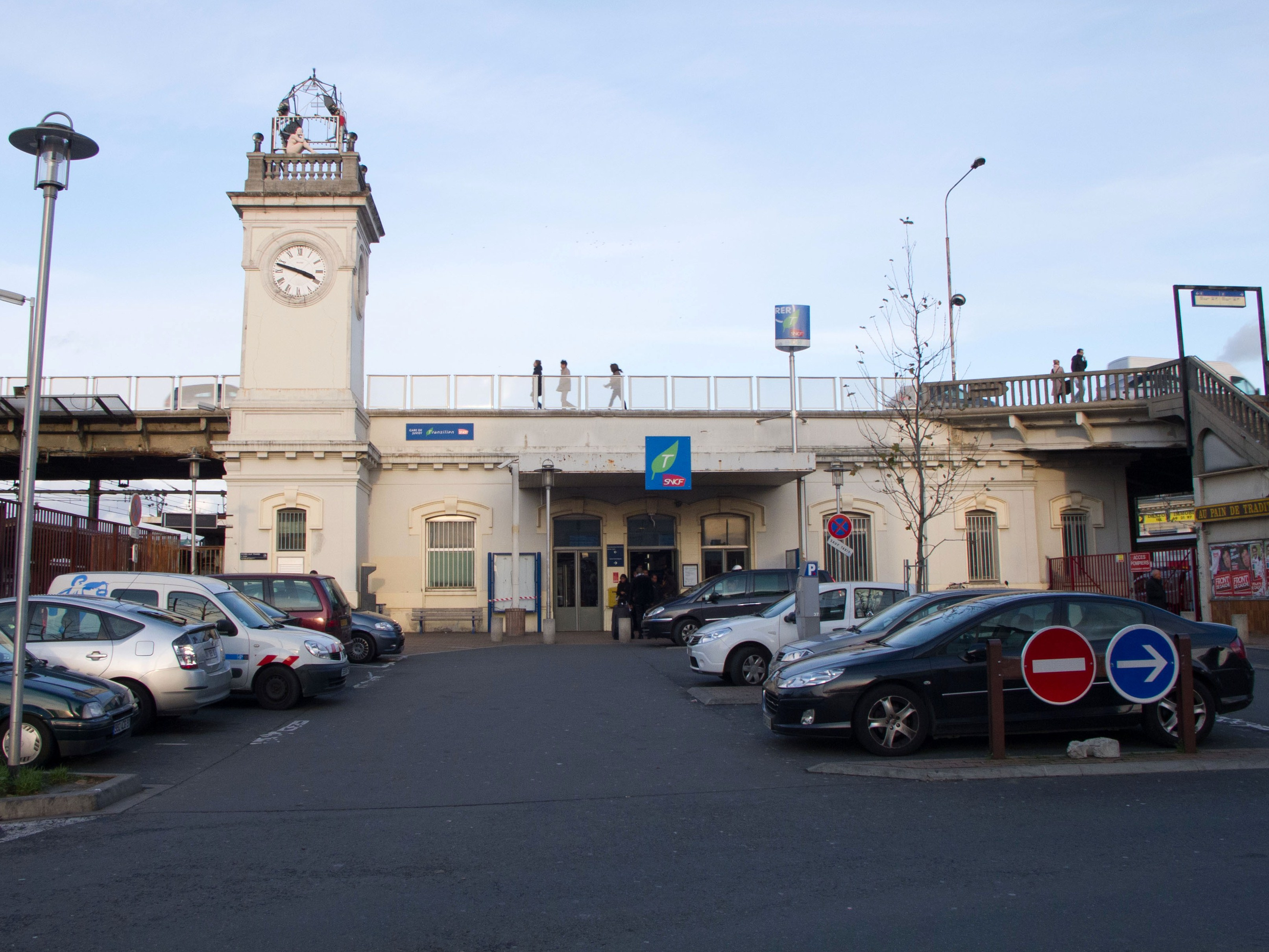
La gare de Juvisy de nos jours (bâtiment construit en 1907 et qui a miraculeusement échappé au bombardement).

Le complexe ferroviaire de Juvisy est également entièrement détruit, excepté la gare proprement dite qui avait été reconstruite en 1907. Le magazine La Vie du rail écrit dans son numéro 170 du 25 octobre 1948 : « Après de multiples avalanches de bombes en 1944, il ne resta de ce très important triage de Juvisy qu'un inextricable enchevêtrement de ferrailles tordues, vestiges de wagons, de rails, de bâtiments. Dès le mois de septembre suivant, les équipes d'entreprises et de la SNCF s'attaquent au déblaiement, labeur aussi gigantesque que celui qui consistera à niveler, creuser, exhausser ce terrain bouleversé, à poser des kilomètres de voies et des dizaines d'appareils, à construire bâtiments et ouvrages d'art. »
Les dégâts matériels ferroviaires sont en effet considérables : 47,2 kilomètres de voies sont détruits, le triage est anéanti, la signalisation électrique, les circuits téléphoniques, les installations caténaires, les canalisations hydrauliques ont disparu. Les wagons sont disloqués, éventrés, empilés les uns sur les autres, souvent brûlés. Plusieurs postes d'aiguillage sont rasés. Le bureau du chef de circulation, la lampisterie, les halles de transbordement, l'atelier du service électrique, le poste de commande des sous-stations et l'Entretien sont détruits. Le dépôt est lui aussi très touché. Entièrement repensé, le nouveau triage de Juvisy ne sera rouvert à une exploitation partielle qu'à partir du 1er juillet 1946. Juvisy se spécialise alors dans le trafic accéléré de marchandises, mais sans retrouver son rôle d'avant-guerre.

## Souvenir
Pour récompenser l'héroïsme des habitants, la croix de guerre avec étoile d'argent est décernée à la ville de Juvisy le 26 mai 1951 par le ministre Max Lejeune et épinglée sur le drapeau des sapeurs-pompiers le 9 décembre 1951 par le général de Monsabert. Sept des sapeurs-pompiers, dont le commandant, le lieutenant Pierre Bûchet, ont trouvé la mort lors de la destruction du château par des bombes à retardement.
Il existe aujourd'hui à Juvisy-sur-Orge un monument aux morts dans l'ancien cimetière, tandis que les tombes des victimes civiles se trouvent dans le nouveau cimetière, surnommé pendant longtemps le « cimetière des bombardements de Juvisy ». Une plaque dans la ville, apposée le 22 avril 1945, rappelle également le souvenir de « la Ville de Juvisy aux victimes du bombardement du 18 avril 1944 ».

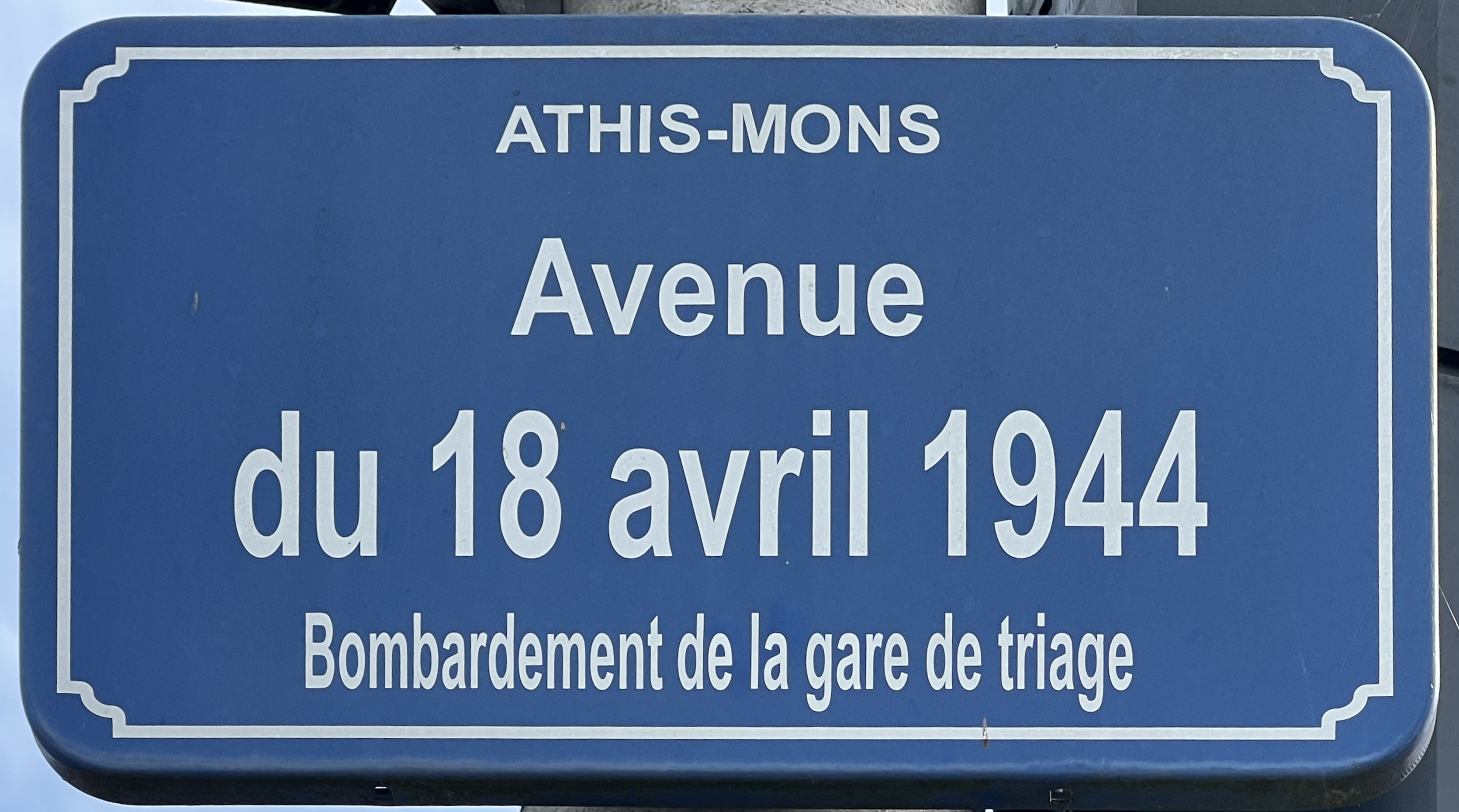
Plaque de l'avenue 18 avril 1944 à Athis-Mons.

À Athis-Mons, l'odonyme « Avenue du 18-Avril-1944 » rappelle aussi cet événement.
Le largage par les Britanniques de bombes à retardement, particulièrement meurtrières dans la population civile française lors des opérations de déblayage de la gare, pose encore aujourd'hui question.